# Roger Valdivia
Roger Valdivia (Chancay, 13 de septiembre de 1950 - 25 de agosto del 2011) fue un futbolista que jugaba de guardameta.

## Trayectoria
Jugó por Defensor Lima dos temporadas, luego por Deportivo Municipal donde evitó el descenso luego de una dramática definición de penales ante el Cienciano; al año siguiente jugaría por Coronel Bolognesi, en 1979 por Sporting Cristal donde consigue el título profesional. Luego jugaría por Melgar, Octavio Espinosa, ADT, nuevamente en Octavio Espinosa y Sporting Cristal, culminó su carrera en el Walter Ormeño de Cañete.

## Clubes
| Club                | País | Año         |
| ------------------- | ---- | ----------- |
| Defensor Lima       | Perú | 1975 - 1976 |
| Deportivo Municipal | Perú | 1977        |
| Coronel Bolognesi   | Perú | 1978        |
| Sporting Cristal    | Perú | 1979        |
| Melgar              | Perú | 1980        |
| Octavio Espinosa    | Perú | 1981        |
| ADT                 | Perú | 1982 - 1983 |
| Octavio Espinosa    | Perú | 1984        |
| Sporting Cristal    | Perú | 1985        |
| Walter Ormeño       | Perú | 1986        |

## Palmarés

### Campeonatos nacionales
| Título           | Club             | País | Año  |
| ---------------- | ---------------- | ---- | ---- |
| Primera División | Sporting Cristal | Perú | 1979 |